# Trần Đức Nguyên
Trần Đức Nguyên là một nhà nghiên cứu và là một chuyên gia tư vấn độc lập về các vấn đề xã hội người Việt Nam. Ông là tác giả của nhiều bài báo phân tích tình hình chính trị xã hội kinh tế Việt Nam đối nội và đối ngoại thu hút được chú ý của dư luận.

## Thân thế sự nghiệp
Không có nhiều thông tin công khai về thân thế và bước đầu sự nghiệp của ông. Nhiều khả năng ông sinh vào năm 1933 căn cứ trên các dữ kiện ông nghỉ hưu đầu năm 2003 và ông ngoài 70 tuổi vào năm 2007.
Theo tài liệu "Trường Cao đẳng Thống kê - 50 năm xây dựng và phát triển" thì tháng 10 năm 1962, Trường Trung cấp Kế hoạch - Thống kê (tiền thân của trường Cao đẳng Thống kê) thành lập trên cơ sở sáp nhập hai trường Trung cấp Thống kê và Nghiệp vụ Kế hoạch, ông được bổ nhiệm làm Phó Hiệu trưởng của trường. Tháng 1 năm 1966, khi Trường Trung cấp Kế hoạch - Thống kê đổi tên thành Trường Cán bộ Thống kê, ông vẫn lưu nhiệm ở chức vụ Phó Hiệu trưởng và giữ chức vụ này cho đến tháng 8 năm 1969 thì được điều chuyển về Tổng cục Thống kê rồi Ủy ban Kế hoạch Nhà nước, Văn phòng Trung ương Đảng.
Giữa năm 1980, ông là Trợ lý và Thư ký của Ủy viên Thường trực Ban bí thư, Phó Chủ tịch Hội đồng Nhà nước Lê Thanh Nghị, đảm trách việc soạn thảo và biên tập nhiều bài nói quan trọng về vấn đề khoán sản lượng cho xã viên hợp tác xã.
Cuối tháng 12 năm 1982, ông tham gia nhóm nghiên cứu của Tổng bí thư, cùng tham gia công tác cố vấn cho Tổng bí thư Trường Chinh trong các vấn đề về xã hội và kinh tế.
Cuối tháng 9 năm 1986, ông được cử tham gia bổ sung vào Tổ biên tập văn kiện Đại hội VI và được phân công trách nhiệm hệ thống hóa lại ba quan điểm cải cách gồm cơ cấu phát triển kinh tế nhiều thành phần (thay vì chỉ có quốc doanh và tập thể); chuyển đổi cơ cấu kinh tế và cơ cấu đầu tư (tập trung làm hàng xuất khẩu, hàng tiêu dùng thay vì hàng công nghiệp; bỏ, hoãn các dự án lớn nhưng không hiệu quả...) và đổi mới quản lý (thay vì tập trung quan liêu bao cấp bằng tự chủ và cơ cấu mở).
Tháng 6 năm 1991, ông được cử tham gia vào Tổ biên tập văn kiện "Chiến lược ổn định và phát triển kinh tế - xã hội đến năm 2000" của Đại hội VII với cương vị Tổ phó. Sau kỳ Đại hội này, ông được cử làm Trợ lý cho Phó Chủ tịch Hội đồng bộ trưởng Phan Văn Khải, đồng thời là một chuyên gia tư vấn theo yêu cầu của  Chủ tịch Hội đồng Bộ trưởng Võ Văn Kiệt. Ngày 5 tháng 10 năm 1993, ông được bổ nhiệm làm Tổ phó Tổ chuyên gia tư vấn về cải cách kinh tế và cải cách hành chính (gọi tắt là "Tổ tư vấn cải cách") trực tiếp giúp Thủ tướng trong việc hoạch định chương trình tiến hành cải cách từng thời gian, kiến nghị các chủ trương, chính sách theo tinh thần đổi mới, tham gia soạn thảo hoặc giám định và hoàn chỉnh các văn bản thể chế mang nội dung đổi mới chính sách.
Năm 1996, Tổ tư vấn cải cách được tổ chức lại thành Tổ nghiên cứu đổi mới kinh tế, xã hội và hành chính (gọi tắt là "Tổ nghiên cứu đổi mới"). Ông được bổ nhiệm làm Tổ trưởng Tổ nghiên cứu đổi mới. Ngày 30 tháng 5 năm 1998, Thủ tướng Phan Văn Khải nâng cấp Tổ nghiên cứu đổi mới thành Ban Nghiên cứu của Thủ tướng. Ông được cử làm Trưởng ban và giữ cương vị này cho đến khi nghỉ hưu vào đầu năm 2003. Người kế nhiệm ông trong cương vị Trưởng ban là nguyên Bộ trưởng Bộ Kế hoạch và đầu tư Trần Xuân Giá.
Sau khi nghỉ hưu, ông vẫn được Thủ tướng Phan Văn Khải mời tiếp tục làm chuyên gia tư vấn của Ban. Tuy nhiên, ngày 28 tháng 7 năm 2006, Thủ tướng kế nhiệm Nguyễn Tấn Dũng đã ký Quyết định Giải thể Ban Nghiên cứu và Tổ Nghiên cứu về kinh tế đối ngoại của Thủ tướng. Ông cùng các thành viên cũ của Ban Nghiên cứu đã thành lập Viện Nghiên cứu Phát triển (Institutes of Development Studies - IDS), một tổ chức nghiên cứu và tư vấn độc lập với sứ mệnh nghiên cứu, tư vấn các vấn đề liên quan đến phát triển kinh tế và xã hội; đưa ra các giải pháp, những kiến nghị nhằm nâng cao hiệu quả hoạt động của các tổ chức (doanh nghiệp, các tổ chức nhà nước và các tổ chức khác).

## Vinh danh
- Huân chương Độc lập [13].
- Huân chương Lao động [cần dẫn nguồn]